# Domingo da Gente
Domingo da Gente era um programa de auditório brasileiro, exibido pela Record aos domingos, das 11h às 15h. De 2001 até 2006, o programa era apresentado pelo cantor Netinho de Paula.
Em 10 de novembro de 2013, a emissora voltou a exibir o programa, que contava com direção de Vildomar Batista, e com um rodízio de 15 artistas apresentando cada edição do programa.

## História

### 2001–06: 1ª Fase com Netinho de Paula
As seis primeiras temporadas tiveram apresentação de Netinho de Paula. O programa estreou no dia 18 de março de 2001, às 13h30. Conhecido por seu carisma, simpatia, talento musical, credibilidade e transparência, o apresentador retratava a história de pessoas comuns que sofriam, suavam e lutavam pelo que acreditavam ser o melhor para suas vidas. O programa contava com atrações musicais, competições e diversos quadros que traziam pessoas comuns para a TV.

#### Quadros
Um dos quadros de maior destaque era A Princesa e o Plebeu, de criação do próprio Netinho, no qual uma adolescente vivia um dia de estrela cercada de magias e fantasias. A princesa era escolhida, de acordo com a melhor história, entre as centenas de cartas enviadas à emissora. Sempre acompanhada pelo apresentador, ela ganhava presentes, conhecia diferentes pontos turísticos do Brasil e passeava pela cidade, além de passar por uma completa transformação visual. Para finalizar, a princesa era recebida por Netinho em um jantar preparado especialmente para ela. Cinthya Rachel também foi repórter do programa nos quadros Fada Madrinha, Sonhos e Encontro Marcado.

### 2013–14: 2ª Fase e revezamento
O Domingo da Gente reestreou no dia 10 de novembro de 2013 com a proposta de realizar dezesseis programas especiais apenas durante os meses de verão e revezar apresentadores diferentes a cada final de semana. Cada um com um perfil diferente, atrações variadas, convidados, entrevistas, quadros e brincadeiras. A apresentadora Adriane Galisteu comandou o programa de estreia. Outros apresentadores que comandaram a atração foram Ticiane Pinheiro, Geraldo Luís, Scheila Carvalho, Daniela Cicarelli, a dupla Chitãozinho e Xororó, o cantor Diogo Nogueira,o cantor Naldo, o vocalista Dodô do Grupo Pixote e as cantoras Kelly Key,  Wanessa e Joelma Mendes.
Ao fim da temporada, o diretor Vildomar Batista propôs que o programa se tornasse fixo na grade da emissora, que acabou sendo aceito. No dia 2 de fevereiro de 2014, Geraldo Luís foi anunciado como apresentador fixo do programa, que mudou o título para Domingo Show, estreando a partir de 23 de março de 2014. 

#### Apresentadores
| Episódio e apresentador | Episódio e apresentador | Episódio e apresentador |
| Episódio                | Data                    | Apresentador(es)        |
| ----------------------- | ----------------------- | ----------------------- |
| 01                      | 10 de novembro de 2013  | Adriane Galisteu        |
| 02                      | 17 de novembro de 2013  | Ticiane Pinheiro        |
| 03                      | 24 de novembro de 2013  | Geraldo Luís            |
| 04                      | 1 de dezembro de 2013   | Scheila Carvalho        |
| 05                      | 8 de dezembro de 2013   | Ticiane Pinheiro        |
| 06                      | 15 de dezembro de 2013  | Adriane Galisteu        |
| 07                      | 22 de dezembro de 2013  | Chitãozinho e Xororó    |
| 08                      | 29 de dezembro de 2013  | Diogo Nogueira          |
| 09                      | 5 de janeiro de 2014    | Daniela Cicarelli       |
| 10                      | 12 de janeiro de 2014   | Dodô                    |
| 11                      | 19 de janeiro de 2014   | Kelly Key               |
| 12                      | 26 de janeiro de 2014   | Wanessa                 |
| 13                      | 2 de fevereiro de 2014  | Latino                  |
| 14                      | 16 de fevereiro de 2014 | Adriane Galisteu        |
| 15                      | 23 de fevereiro de 2014 | Naldo Benny             |
| 16                      | 2 de março de 2014      | Banda Calypso           |